# Périgueux
Périgueux este un oraș în Franța, prefectura departamentului Dordogne în regiunea Noua Aquitania.